# Solomon Northup

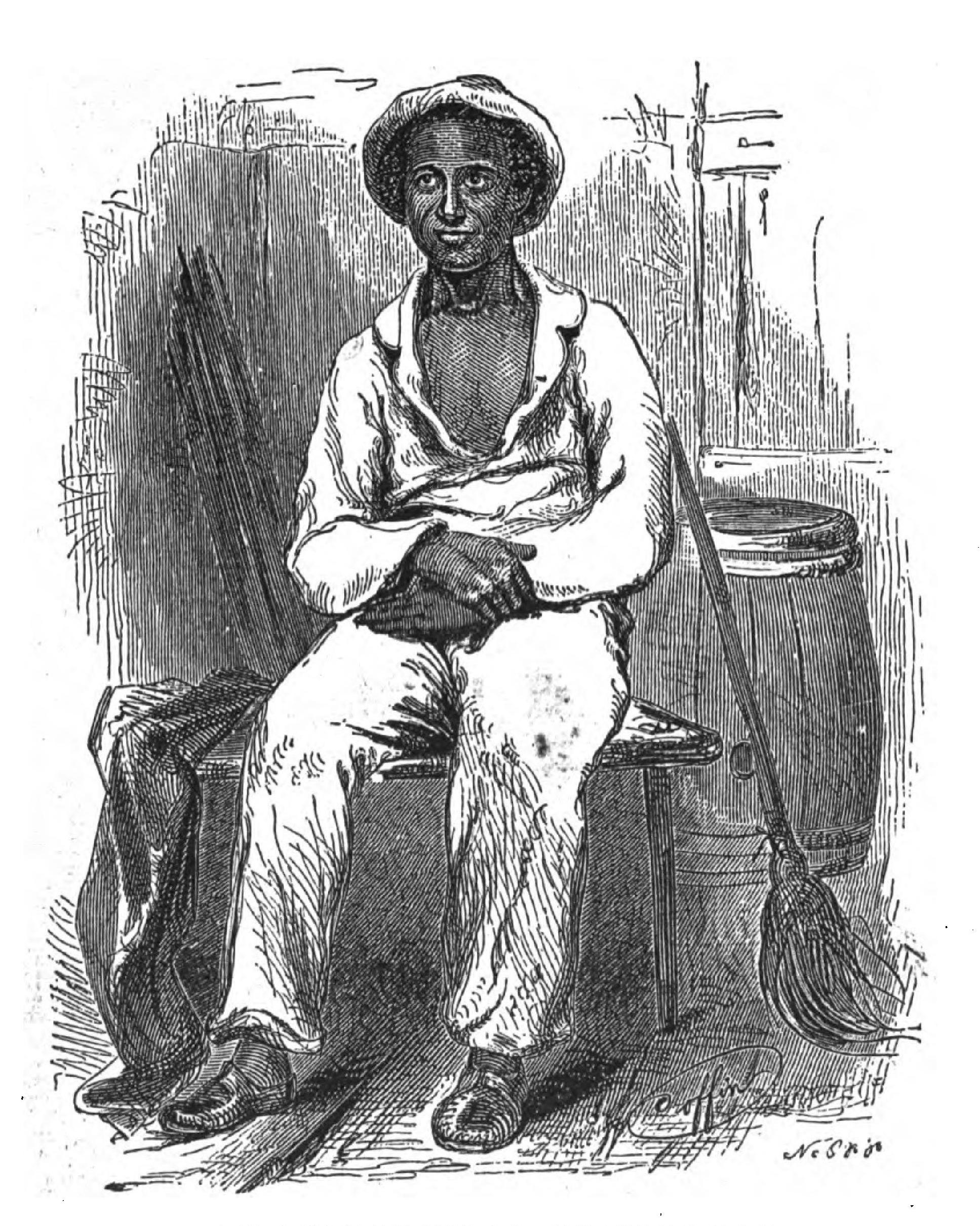
Solomon Northup (1855)

Solomon Northup (* 10. Juli 1808 in Minerva New York; † um oder nach 1863) war ein Afroamerikaner, der als freier amerikanischer Staatsbürger in die Sklaverei gezwungen wurde und durch ein autobiografisches Buch namens Twelve Years a Slave berühmt wurde.

## Leben
Solomon wuchs als einer von zwei Söhnen des befreiten Sklaven Mintus Northup und seiner Frau in Saratoga Springs im Bundesstaat New York auf. Sein Vater war ein erfolgreicher Farmer. Die beiden in Freiheit geborenen Söhne Solomon und Joseph erwarben in ihrer Kindheit und Jugend nicht nur verschiedene landwirtschaftliche und handwerkliche Fähigkeiten, sondern erhielten auch eine überdurchschnittliche Schulbildung. Solomon lernte zudem die Violine zu spielen, die er schon als junger Erwachsener virtuos beherrschte.
1829 heiratete Solomon Northup und bekam mit seiner Frau Anne die drei Kinder Elizabeth, Margaret und Alonzo. Die Familie besaß eine Farm in Washington County, Northup nahm zusätzlich verschiedene handwerkliche Jobs an. In den Jahren vor seiner Entführung hatte sich Northup zudem einen Namen als Violinist gemacht und diverse lukrative Engagements großer Hotels und Varietés erhalten. Bei einem dieser Engagements, das ihn 1841 nach Washington, D.C. führte, wurde er von seinen weißen Auftraggebern betrogen und als vermeintlich entflohener Sklave von Menschenhändlern über Richmond (27. April) nach New Orleans (24. Mai) und von dort aus ins ländliche Louisiana verschleppt, wo er zwölf Jahre seines Lebens als Sklave unter dem geänderten Namen Platt Hamilton zu Arbeiten auf Zuckerrohr− und Baumwolleplantagen gezwungen wurde. Zuerst wurde er vom Sklavenhändler James Harvey Birch an den Pflanzer William Prince Ford verkauft, 1842 an einen Zimmermann veräußert und schließlich für 1.500 Dollars an den sadistischen Plantagenbesitzer Edwin Epps verschachert. Nach diversen gescheiterten Fluchtversuchen gelang es ihm über den Zimmermann Samuel Bass, mit dem er zusammengearbeitet hatte, im Sommer 1852, seiner Familie eine Nachricht zu überbringen. Über einen einflussreichen Verwandten, den Gouverneur von New York und den örtlichen Sheriff gelang es schließlich am 4. Januar 1853 seine Freilassung und Rückkehr nach New York zu erwirken, wo er am 21. Januar ankam.
Solomon brachte die Männer vor Gericht, die für seine Entführung verantwortlich waren. Da er in der Hauptstadt des Landes nicht gegen Weiße aussagen durfte, verlor er seinen Prozess gegen den Sklavenhändler James H. Birch. Nach einem langwierigen Verfahren in New York gelang es auch seinen Entführern, Hamilton und Brown, einer Bestrafung zu entgehen.
Sein im Jahr seiner Freilassung verfasstes Buch Twelve Years a Slave erlangte jedoch gemeinsam mit dem ein Jahr zuvor erschienenen Uncle Tom’s Cabin von Harriet Beecher Stowe große zeitgenössische Bekanntheit und löste breite gesellschaftliche Anteilnahme aus. Northup trat in der Folge als Redner auf Veranstaltungen der viel Zulauf erhaltenden Abolitionisten auf und setzte sich aktiv gegen Sklaverei ein. Auch engagierte er sich im Underground-Railroad-Netzwerk, das sich dafür einsetzte, Sklaven zu befreien und ihnen zur Flucht an sichere Orte zu verhelfen.
Über seine letzten Lebensjahre sowie das Datum und die Umstände seines Todes gibt es keine gesicherten Erkenntnisse. Seine Spur verliert sich spätestens nach 1863; vermutet wird unter anderem, dass er eventuell gekidnappt und erneut versklavt wurde (was jedoch umstritten ist, da er dafür als zu alt galt) oder ein Vagabunden-Leben führte. Auch der Ort seines Begräbnisses ist unbekannt, Suchen danach blieben bislang erfolglos.

## Nachwirkung
Die Lebensgeschichte Northups gerieten nach 1857, als seine Biographie ein letztes Mal in Ontario, Kanada, publiziert wurde, weitgehend in Vergessenheit. Erst 1968 wurde das Werk von der Historikerin Sue Eakin wiederentdeckt und auf den Markt gebracht. Seither ist es in kommentierten Versionen erschienen und Gegenstand diverser historischer Betrachtungen geworden. Die Autobiografie von Frederick Douglass A Narrative of the Life of Frederick Douglass, die bereits 1845 publiziert wurde, hatte selbst unter Afroamerikanern eine viel größere Akzeptanz und Wirkungsgeschichte. Weil die Biografie nicht von Northup alleine aufgeschrieben, sondern vom Weißen Herausgeber David Wilson mitverfasst wurde, hatte sie nicht die gleiche Durchschlagskraft wie andere vergleichbare Lebensgeschichten.
Im Jahr 2013 kam eine viel beachtete Literaturverfilmung namens 12 Years a Slave in die Kinos. Regie führte Steve McQueen, die Rolle Northups übernahm Chiwetel Ejiofor. Der Film wurde bei den Oscars zum Besten Film 2014 gekürt. Darüber hinaus erhielt der Film noch zwei weitere Oscars (beste Nebendarstellerin, bestes adaptiertes Drehbuch).

## Schriften
- 12 Years a Slave, Narrative of Solomon Northup, a citizen of New-York, kidnapped in Washington City in 1841, and rescued in 1853, from a cotton plantation near the Red River, in Louisiana, 1853, 1855, 1968 und 2007.[11]
  - Twelve Years a Slave: Die wahre Geschichte, Piper, 2014, ISBN 978-3-49230-614-0.
  - Zwölf Jahre ein Sklave, Jazzybee Verlag, 2015, ISBN 978-3-84969-969-7.